# 1433
Пізнє Середньовіччя •  Відродження •  Реконкіста •  Ганза •  Столітня війна •  Гуситські війни •  Ацтецький потрійний союз

## Геополітична ситуація
Османську державу очолює Мурад II (до 1444). Імператором Візантії є Іоанн VIII Палеолог (до 1448), а імператором Священної Римської імперії — Сигізмунд I Люксембург (до 1437). У Франції королює Карл VII Звитяжний.
Апеннінський півострів розділений: північ належить Священній Римській імперії, середню частину займає Папська область, південь належить Неаполітанському королівству. Деякі міста півночі: Венеція, Флоренція, Генуя тощо, мають статус міст-республік.
Майже весь Піренейський півострів займають християнські Кастилія і Леон, де править Хуан II (до 1454), Арагонське королівство на чолі з Альфонсо V Великодушним (до 1458) та Португалія, де королює Дуарте I Португальський (до 1438). Під владою маврів залишилися тільки землі на самому півдні.
Генріх VI є королем Англії (до 1461). У Кальмарській унії (Норвегії, Данії та Швеції) королює Ерік Померанський. В Угорщині править Сигізмунд I Люксембург (до 1437). Королем польсько-литовської держави є Владислав II Ягайло (до 1434). У Великому князівстві Литовському княжить Сигізмунд Кейстутович (до 1440).
Частина руських земель перебуває під владою Золотої Орди. Галичина входить до складу Польщі. Волинь належить Великому князівству Литовському. Московське князівство очолює Василь II Темний.
На заході євразійських степів править Золота Орда. У Єгипті панують мамлюки, а Мариніди — у Магрибі. У Китаї править династія Мін. Значними державами Індостану є Делійський султанат, Бахмані, Віджаянагара. В Японії триває період Муроматі.
У Долині Мехіко править Ацтецький потрійний союз на чолі з Іцкоатлем (до 1440). Цивілізація майя переживає посткласичний період. Проходить становлення цивілізації інків.

## Події

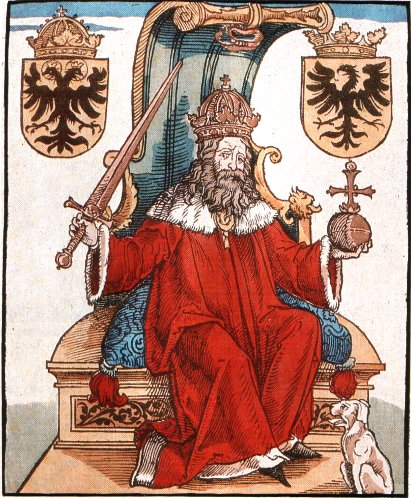
Коронація імператора Сигізмунда I Люксембурга

- Завершилося будівництво фортеці у Чембало.
- 31 травня Сигізмунда Люксембурга короновано в Римі на імператора Священної Римської імперії.
- У Португалії почалося правління короля Дуарте І.
- Португальці з'явилися в гирлі Сенегалу, де збудували фортецю Аргим, яка почала налагоджувати відносини з Томбукту.
- У Флоренції заарештовано Козімо Медічі, однак йому вдалося втекти з міста.
- Туареги Сахари захопили Томбукту, Араван і Валату в середньовічному Малі.
- Продовжується робота Базельського собору попри конфлікт з папою римським Євгенієм IV. 30 листопада Собор прийняв «Празькі компактати» — компромісну угоду з гуситами.
- Ле Тхай Тонг став правителем В'єтнаму.
- Помер китайський мореплавець Чжен Хе. Після його смерті Китай розпустив морський флот.

## Народились
- 19 жовтня — Марсіліо Фічіно, італійський гуманіст, філософ і астролог, один із провідних мислителів раннього Відродження, засновник і глава флорентійської Платонівської академії.
- Бернардо Бембо — італійський гуманіст, видатний венеційський державний діяч.
- Жак д'Арманьяк, граф де Кастр, потім — граф де Пардіак і де Ла Марш, віконт де Карла і де Мюра, з 1461 герцог де Немур і пер Франції.
- 27 вересня — Станіслав Казімерчик або Станіслав Солтіс, святий Римсько-Католицької Церкви, священик, проповідник, чернець з чоловічої чернечого згромадження Латеранських каноніків.
- 10 листопада — Карл Сміливий, герцог Бургундії, син Філіппа Доброго, герцога Бургундії.
- Ганс Мемлінг — фламандський живописець другої половини XV століття.
- Антоніо дель Поллайоло — флорентійський живописець, скульптор, ювелір і гравер.
- Стефан III Великий — господар, один з найвидатніших правителів Молдавського князівства.
- 21 вересня — Гійом Фішер, французький вчений, ректор і бібліотекар університету Сорбонни.
- 19 жовтня — Бернардо Бембо, венеційський дипломат.
- Георг фон Баден, німецький дворянин, єпископ Мецу.
- Карл II де Бурбон, французький герцог Бурбон і Овернь, архієпископ Ліона.
- Мартін Булиця, польський астроном і астролог.
- Джованні Джокондо, італійський домініканський монах, гуманіст, філолог-класик і архітектор.
- Владислав Хуньяді, угорський політик.
- Хамам-ед-дін Мірхонд, перський історик.
- Гійом де Рошфор, канцлер Франції.

## Померли
- 20 грудня — Гіяс ад-Дін Байсонкур ібн Шахрух, тимуридський принц, державний діяч і покровитель мистецтва.
- 14 серпня — Жуан I Великий, король Португалії.
- 14 квітня — Лідвіна з Східама, нідерландська свята.
- Чжен Хе — китайський мореплавець.
- 17 березня — Микола Дінкесбюль, німецький богослов.
- 1 грудня — Ґо-Комацу, імператор Японії.
- 5 грудня — Енгельберт Вустервітц, німецький літописець.
- Ален Шартьє, французький поет.